# Oluf Gerhard Tychsen
Oluf (Olaus) Gerhard Tychsen (Tønder, 14 dicembre 1734 – Rostock, 30 dicembre 1815) è stato un orientalista, numismatico e teologo tedesco.
È noto come uno dei fondatori della numismatica islamica.

## Biografia
Frequentò la scuola secondaria ad Altona e, pur essendo un cristiano protestante, la scuola rabbinica annessa alla sinagoga di Altona. Dal 1756 studiò lingue orientali all'Università di Halle.
Passò un anno di missionariato alla conversione di ebrei, quindi insegnò ebraico all'Università di Bützow, fondata da poco. Ottenne una posizione di bibliotecario e di accademico a Bützow. Qui fondò il giornale Buetzower Nebenstunden, che comprendeva un'ampia varietà di articoli sul Vecchio testamento e sulla cultura orientale, specialmente di culture materiale, come le monete islamiche.
Dal 1778 insegnò all'Università di Rostock. Lavorò in diversi campi degli studi orientali: arabo, siriaco ed ebraico. La sua  introduzione alla Numismatica islamica (Introductio in Rem Numariam Muhammedanorum), nel 1794, fu il primo manuale scientifico su questo argomento, basato su 27 anni di ricerca. Tra i suoi studenti ci furono Christian Martin Frähn, in seguito professore in Kazan e fondatore del Museo asiatico a San Pietroburgo, Christian Adler, che scrisse il primo catalogo scientifico su una collezione di monete islamiche e in seguito divenne sovrintendente dello Schleswig-Holstein. Fu un autore prolifico che pubblicò circa 40 volumi di studi durante la sua carriera accademica. È interessante notare che ricevette l'ordinazione rabbinica. È l'unico caso noto che sia stata data a un non-ebreo.

## Opere
- Briefwechsel 1777-1815 (epistolario). Universitätsbibliothek Rostock 1992

1. Briefe von Oluf Gerhard Tychsen.
2. Briefe von Giovanni Bernardo de Rossi

- Bützowsche Nebenstunden. Verschiedenen zur morgenländischen Gelehrsamkeit gehörigen Sachen gewidmet. Bützow 1766/69
- Introductio in rem nummariam Muhammedanorum (Rostock, 1794)
- De cuneatis inscriptionibus Persepolitanis lucubratio (Rostock, 1798)